# SCC68070

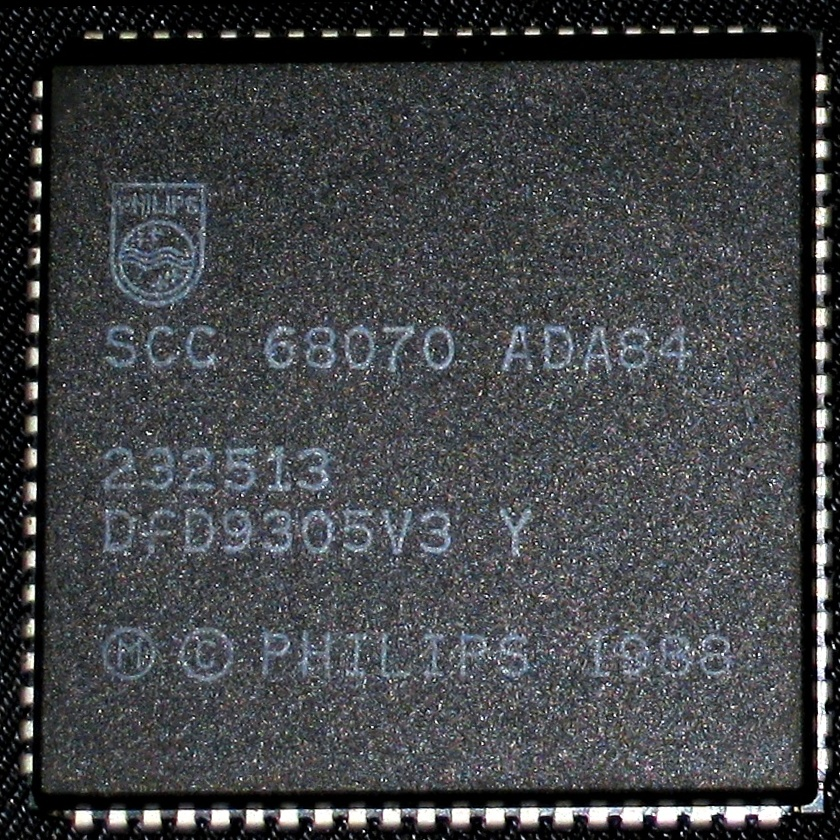
SCC68070

Philips Semiconductors (heute NXP Semiconductors) hatte auf Basis des Motorola 68000 den SCC68070 entwickelt, der weitere Funktionen, wie DMA-Controller, MMU, UART, 16-bit Timer und I²C-Interface integriert hatte. Es konnten 16 MiB externer Speicher adressiert werden.
Der Philips SCC68070 wurde überwiegend in Multi-Mediasystemen, davon hauptsächlich im Philips CD-i in Verbindung mit dem SCC66470 als VSC (Video- und System Controller) verwendet. Ein Beispiel für einen weiteren Anwendungsfall ist das Oszilloskop Tektronix 2212 aus dem Jahr 1992.